# Gold (album de Rush)
Pour les articles homonymes, voir Gold.
Albums de Rush
The Spirit of Radio: Greatest Hits 1974-1987
(2003) Retrospective III: 1989-2008
(2009)
Gold est la septième compilation du groupe rock canadien Rush, sorti le 25 avril 2006.
La compilation inclut les compilations Retrospective I: 1974-1980 et Retrospective II: 1981-1987 à l'exception de la chanson Something for Nothing, remplacée par Working Man. 

## Pochette de l'album
Hugh Syme est responsable de la pochette de la compilation.
Les albums Rush, Fly by Night, Caress of Steel, 2112, A Farewell to Kings, Hemispheres, Permanent Waves, Moving Pictures, Signals, Grace Under Pressure, Power Windows et Hold Your Fire y sont représentés en tant que tableau dans un musée. Le dalmatien est une référence à l'album Signals et la combinaison rouge du balayeur à l'album Moving Pictures.

## Liste des chansons

### CD 1
| No  | Titre                   | Album original             | Durée |
| --- | ----------------------- | -------------------------- | ----- |
| 1.  | The Spirit of Radio     | Permanent Waves (1980)     | 4:57  |
| 2.  | The Trees               | Hemispheres (1978)         | 4:42  |
| 3.  | Freewill                | Permanent Waves            | 5:23  |
| 4.  | Xanadu                  | A Farewell to Kings (1977) | 11:05 |
| 5.  | Bastille                | Caress of Steel (1975)     | 4:37  |
| 6.  | By-Tor and the Snow Dog | Fly by Night (1975)        | 8:37  |
| 7.  | Anthem                  | Fly by Night               | 4:26  |
| 8.  | Closer to the Heart     | A Farewell to Kings        | 2:53  |
| 9.  | 2112 Overture           | 2112 (1976)                | 4:33  |
| 10. | The Temples of Syrinx   | 2112                       | 2:12  |
| 11. | La Villa Strangiato     | Hemispheres                | 9:37  |
| 12. | Fly by Night            | Fly by Night               | 3:22  |
| 13. | Finding My Way          | Rush (1974)                | 5:05  |
| 14. | Working Man             | Rush                       | 5:35  |

### CD 2
| No  | Titre                 | Album original              | Durée |
| --- | --------------------- | --------------------------- | ----- |
| 1.  | The Big Money         | Power Windows (1985)        | 5:35  |
| 2.  | Red Barchetta         | Moving Pictures (1981)      | 6:09  |
| 3.  | Subdivisions          | Signals (1982)              | 5:34  |
| 4.  | Time Stand Still      | Hold Your Fire (1987)       | 5:09  |
| 5.  | Mystic Rhythms        | Power Windows               | 5:53  |
| 6.  | The Analog Kid        | Signals                     | 4:47  |
| 7.  | Distant Early Warning | Grace Under Pressure (1984) | 4:57  |
| 8.  | Marathon              | Power Windows               | 6:09  |
| 9.  | The Body Electric     | Under Pressure              | 5:00  |
| 10. | Mission               | Hold Your Fire              | 5:16  |
| 11. | Limelight             | Moving Pictures             | 4:19  |
| 12. | Red Sector A          | Grace Under Pressure        | 5:09  |
| 13. | New World Man         | Signals                     | 3:42  |
| 14. | Tom Sawyer            | Moving Pictures             | 5:35  |
| 15. | Force Ten             | Hold Your Fire              | 4:32  |

## Musiciens
- Geddy Lee – basse, synthétiseurs et voix
- Alex Lifeson – guitare électrique et acoustique, guitare synthétiseur
- Neil Peart – batterie, percussions, textes
- John Rutsey – batterie et percussions sur Working Man et Finding My Way

## Personnel additionnel
- Aimee Mann – voix additionnelles sur Time Stand Still